# 擬合歡蹄蓋蕨
擬合歡蹄蓋蕨（学名：Athyrium×pseudo-cryptogrammoides）为蹄蓋蕨科蹄蓋蕨屬下的一个种。